# Anomalini
Anomalini — триба пластинчастовусих жуків підродини Rutelinae. Об'єднує близько 50-60 родів, що представлені майже в усіх біогеографічних регіонах. Серед них один з найбільших родів жуків і тварин узагалі Anomala, який налічує не менше 1000 видів.
Кількість родів у трибі за даними різних авторів відрізняється, оцінки коливаються від 50 до 65.

## Спосіб життя
Денні або нічні жуки. Нічні види активно летять на світло. Імаго гризуть листя, квітки чи плоди покритонасінних рослин, деякі живляться частинами голонасінних; часто майже не їдять або не харчуються взагалі. Личинки живуть у ґрунті, живляться коренями рослин чи перегноєм. Станом на 2003 рік личинки були описані лише для представників 4 родів: Anomala, Callistethus, Strigoderma, Popillia.

## Значення для людини
Серед представників триби чимало видів, які пошкоджують культурні рослини. Серед них злакові пошкоджують представники роду Anisoplia, садові культури в Європі види кузька металічна та Phyllopertha horticola, чай у Шрі-Ланці Singhala tenella, сою в Японії вид Anomala rufocuprea.
Частина видів розширює свій ареал і є інвазійними. Серед таких видів багато стають шкідниками сільського господарства. Серед них японський жук, кузька металічна та Anomala orientalis у Північній Америці, Anomala sulcatula на атолі Мідвей.

## Таксономія
Уперше групу Anomalini запропонував Герман Бурмайстер у 1844 році в складі 6 родів, зокрема 74 видів у складі роду Anomala. Пізніше 1851 року Еміль Бланшар включив до триби вже 14 родів. Повний аналіз родового складу триби й надалі не виконаний
Трибу розділяють на 4 підтриби:
- Anomalina Streubel, 1839
- Anisopliina Burmeister, 1844
- Isopliina Peringuey, 1902
- Popilliina Ohaus, 1918